# Anton Zirin
Anton Wladimirowitsch Zirin (russisch Антон Владимирович Цирин; * 10. August 1987) ist ein kasachischer Fußballtorhüter.

## Karriere

### Verein
Von 2007 bis 2011 spielte er für Ertis Pawlodar. Mit Pawlodar warf er in der ersten Runde der Qualifikation zur Europa League 2011 den polnischen Vertreter Jagiellonia Białystok aus dem Wettbewerb, in der zweiten Runde scheiterte man an Metalurgi Rustawi. 2012 wechselte er zu Aqschajyq Oral, dem Aufsteiger in die kasachische Premjer-Liga.

### Nationalmannschaft
Sein Debüt für die kasachische Nationalelf feierte er 2011.